# Magny (Yonne)
 Magny  es una comuna y población de Francia, en la región de Borgoña, departamento de Yonne, en el distrito y cantón de Avallon.
Su población en el censo de 1999 era de 819 habitantes.
Está integrada en la Communauté de communes de l'Avallonnais .

## Demografía
| 636 | 632 | 610 | 642 | 757 | 819 |
| Para los censos de 1962 a 1999 la población legal corresponde a la población sin duplicidades (Fuente: INSEE [Consultar]) |     |     |     |     |     |